# 馬堀 (新潟市)
馬堀（まぼり）は、新潟県新潟市西蒲区の大字。郵便番号は953-0061。

## 概要
1889年（明治22年）から現在の大字。新川支流の大通河、飛落河に挟まれた微高地に位置する。もとは戦国時代から1889年（明治22年）まであった馬堀村の区域の一部。

### 隣接する町字
北から東回り順に、以下の町字と隣接する。
- 柿島
- 山島
- 並岡
- 燕市佐渡山
- 栄町
- 桜林
- 河井

※大通川を挟んで漆山と隣接。飛落川を挟んで潟頭、赤鏥と隣接。

## 歴史
開発年代は不明。1577年（天正5年）の記録に「間堀村」として村名が残る。

### 年表
- 1889年（明治22年）4月1日 : 合併により馬堀村の大字となる。
- 1901年（明治34年）11月1日 : 合併により漆山村の大字となる。
- 1955年（昭和30年）1月1日 : 合併により巻町の大字となる。
- 1958年（昭和33年） : 馬堀の一部である百穀を栄町に分離。
- 2005年（平成17年）10月10日 : 合併により新潟市の大字となる。
- 2007年（平成19年）4月1日 : 新潟市の政令指定都市移行により、西蒲区の大字となる。

## 世帯数と人口
2018年（平成30年）1月31日現在の世帯数と人口は以下の通りである。
| 大字 | 世帯数  | 人口  |
| ---- | ------- | ----- |
| 馬堀 | 265世帯 | 855人 |

## 小・中学校の学区
市立小・中学校に通う場合、学区は以下の通りとなる。
| 番地 | 小学校             | 中学校             |
| ---- | ------------------ | ------------------ |
| 全域 | 新潟市立漆山小学校 | 新潟市立巻東中学校 |

## 主な企業・施設
- 新潟市立漆山小学校

## 交通

### 道路
- 新潟県道383号佐渡山巻線